# 博比·斯卡尔
博比·斯卡尔（英語：Bobby Scarr，1926年8月13日—2001年2月16日），加拿大男子篮球运动员。他曾代表加拿大获得1948年夏季奥运会男子篮球比赛第九名。他于2001年在温哥华去世。